# Franz Bauer (Politiker, 1927)
Franz Bauer (* 16. März 1927 in Wien; † 1. März 1988 ebenda) war ein österreichischer Politiker und Abgeordneter der ÖVP, und zuletzt Volksanwalt der Republik.
Nach der Schulzeit und dem Realgymnasium studierte er an der Universität Wien und promovierte 1950. Von 1947 bis 1949 war er Vorsitzender der Österreichischen Hochschülerschaft In seinen letzten Studienjahren arbeitete er als Beamter in der Wiener Sozialversicherung und ab 1955 als Journalist. 1957 wurde er Wirtschaftsredakteur der Wiener Zeitung, später Oberredaktionsrat.
Um diese Zeit begann auch seine politische Laufbahn, zunächst als Sekretär des Wiener ÖVP-Gemeinderatsklubs, als Bezirksrat in Währing und später am Alsergrund, wo er 1964 zum Bezirksvorsteher gewählt wurde. 1964–70 war er Mitglied des Gemeinderates der Stadt Wien und ab 1969 Landesparteiobmann der ÖVP Wien.
In den Nationalrat wurde Bauer Anfang 1970 gewählt und blieb Abgeordneter bis zu seiner Wahl im Juli 1977 zum Volksanwalt. Während seiner zweiten Amtsperiode (ab 1983) starb er 1988 in diesem Amt, das protokollarisch einem Bundesminister gleichgestellt ist.
Seit 1947 war er Mitglied der katholischen Studentenverbindung KaV Norica Wien.

## Auszeichnungen
- 1975: Großes Goldenes Ehrenzeichen für Verdienste um die Republik Österreich[1]
- 1983: Großes Silbernes Ehrenzeichen am Bande für Verdienste um die Republik Österreich[1]